# Kathleen Stock
Kathleen Stock OBE (Aberdeen, 18 november 1972) is een Brits filosoof, feminist en schrijfster.  

## Carrière
Stock werd geboren in de Schotse stad Aberdeen, als dochter van een docent filosofie en een corrector van een krant, en groeide op in Montrose. Daar ging ze naar de Montrose Academy voordat ze aan de universiteit ging studeren. Ze behaalde haar bachelor (undergraduate) filosofie en Frans aan het Exeter College in Oxford, en een master in filosofie aan de universiteit van St Andrews. Daarna won ze een beurs wat haar de mogelijkheid gaf een PhD filosofie aan de universiteit van Leeds af te ronden.
Na haar afstuderen gaf ze les aan de universiteit van Lancaster en de universiteit van East Anglia, voordat ze in 2003 naar de universiteit van Sussex ging, waar ze als hoogleraar filosofie werkte. Stock werd in december 2020 benoemd tot Officier in de Orde van het Britse Rijk voor haar verdiensten in het hoger onderwijs. In oktober 2021 nam ze echter na een jarenlang tegen haar gevoerde hetze ontslag. Een maand later sloot ze zich aan bij de 'Universiteit van Austin'-in-oprichting, een initiatief van academici in de Verenigde Staten die naar eigen zeggen het vrije debat willen bevorderen – in Amerikaanse media wel de 'anti-woke universiteit' genoemd – en waar onder andere ook Ayaan Hirsi Ali aan verbonden is.

## Standpunten
Stock werd in het Verenigd Koninkrijk een van de bekendste en meest bekritiseerde stemmen in het publieke debat rond genderidentiteit, toen ze zich in 2018 uitsprak tegen voorgestelde wijzigingen in de Britse Gender Recognition Act, een wet van het parlement van het Verenigd Koninkrijk die mensen met genderdysforie in staat stelt hun wettelijk geslacht te veranderen; de veranderingen zouden mensen van alle leeftijden in staat hebben gesteld om zichzelf wettelijk te identificeren als een bepaald geslacht zonder de vereiste van een psychologische of gemedicaliseerde diagnose.
Stock is tegenstander van zelfidentificatie, waarbij een man een vrouw kan worden door simpelweg te zeggen dat hij er een is. Ze is van mening dat transgender vrouwen – zij die in een mannelijk lichaam zijn geboren, maar zich identificeren als vrouw – in biologisch opzicht geen vrouw zijn. In haar boek Material Girls: Why Reality Matters for Feminism, gepubliceerd in 2021, bekritiseert ze de transgenderideologie waarin naar haar mening sekse plaatsmaakt voor gevoel, en dat gevoel belangrijker wordt gemaakt dan de biologische bepaling van sekse. Als een van de risico's hiervan ziet Stock dat vrouwen door zelfidentificatie hun rechten op sekse-specifieke voorzieningen verliezen.
In 2022 publiceerde Stock het artikel Why the Tavistock had to fall over het Tavistock-schandaal.

## Privéleven
Stock woont samen met haar vriendin. Ze kreeg twee kinderen uit een eerdere relatie en identificeerde zich op latere leeftijd als lesbisch.
- Bibsys: 8065150
- Biblioteca Nacional de España: XX6401088
- Bibliothèque nationale de France: cb15762475s (data)
- Catàleg d'autoritats de noms i títols de Catalunya: 981060719275406706
- CiNii: DA16607593
- Gemeinsame Normdatei: 136397190
- International Standard Name Identifier: 0000 0001 1029 5656
- Library of Congress Control Number: n2007021111
- MusicBrainz: e96bb0e4-0b24-4dff-a3a4-64180c8f7c88
- Nationale Bibliotheek van Israël: 987007422194305171
- Nederlandse Thesaurus van Auteursnamen: 305849891
- ORCID: 0000-0001-7474-238X
- Réseau des bibliothèques de Suisse occidentale: 02-A013684151
- Istituto Centrale per il Catalogo Unico: PUVV390130
- Système universitaire de documentation: 123036534
- Semantic Scholar: 144079018
- Virtual International Authority File: 74182329
- WorldCat: E39PBJjhx8B7VkQVVqQqp3JVYP